# Вочарма
Во́чарма (рос. Вочарма, марій. Вочарма) — присілок у складі Параньгинського району Марій Ел, Росія. Входить до складу Єлеєвського сільського поселення.

## Населення
Населення — 125 осіб (2010; 131 у 2002).
Національний склад (станом на 2002 рік):
- марі — 99 %